# GeckOS
GeckOS/A65 ist ein Unix-artiges Betriebssystem für Computer mit MOS6502-Prozessor. Es wurde ab 1989 von André Fachat ursprünglich als OS/A für den Selbstbaucomputer CS/A65 „Gecko“ mit Speicherverwaltungseinheit (MMU) entwickelt und schließlich unter der GPL v2 als freie Software veröffentlicht. Damit es auch auf älteren Computern ohne MMU funktioniert, wurde es u. a. auf den Commodore 64 und sogar auf den Commodore PET, Modelle mit mind. 32 kB Arbeitsspeicher, portiert. Mit der ebenfalls von André Fachat entwickelten lib6502 sind auch für LUnix geschriebene Programme lauffähig.
GeckOS unterstützt präemptives Multitasking und Multithreading, Signale und Semaphore, sowie einige Unix-Shell-Funktionen (z. B. Piping).
Die letzte Version ist 2.1.1 von 2024.